# Ликьорно вино
Ликьорно вино, наричано още подсилено вино и фортифицирано вино, е вино, получено от прясна или частично ферментирала гроздова каша или гроздова мъст, или вино или комбинация от вина с добавка на етилов алкохол от земеделски произход или винен дестилат.
Основното в технологичния процес на тези вина в сравнение с останалите е добавянето на алкохол (бренди или винен дестилат) след или по време на ферментацията им. Благодарение на добавянето на алкохол тези вина имат относително високо алкохолно съдържание.
Ликьорните вина имат действително алкохолно съдържание, равно или по-високо от 15 обемни процента, но непревишаващо 22 обемни процента, и общо алкохолно съдържание не по-ниско от 17,5 обемни процента. Ликьорните вина могат да бъдат категоризирани като качествени вина от определен район.
Ликьорни вина се правят в почти всички страни, като най-известните такива вина са порто, Шери или херес, мадейра, малага и марсала. Типично за тях е, че всички носят имената на районите, където се произвеждат.